# Aeroporto Internazionale di Palm Springs

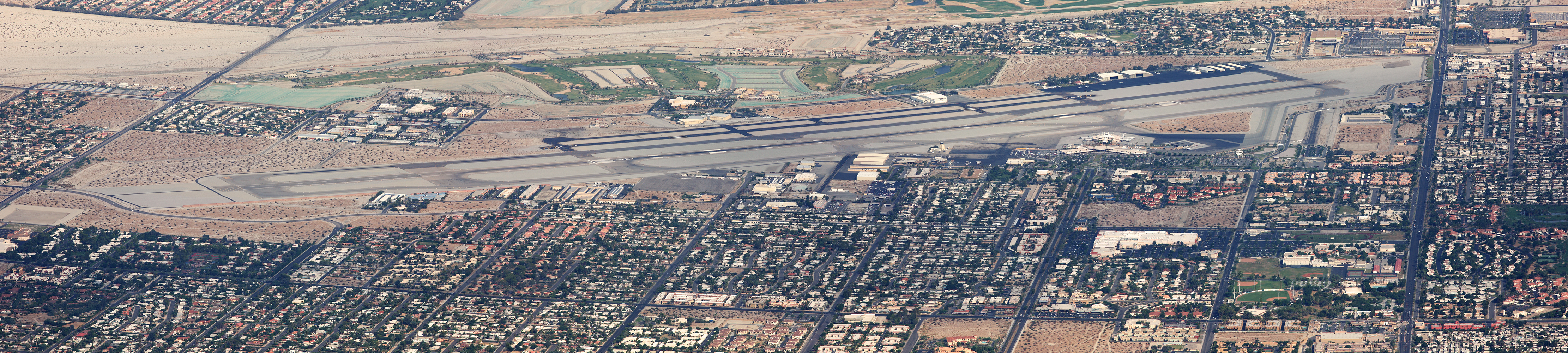
Aeroporto Internazionale di Palm Springs

L'aeroporto internazionale di Palm Springs è un aeroporto situato a 3 km da Palm Springs, negli Stati Uniti d'America.